# Quark (雑誌)
『Quark』（クオーク）は、かつて講談社から刊行されていた日本の月刊科学雑誌。

## 概要
1982年8月に講談社より創刊された。1980年代初頭には科学雑誌の創刊が相次いだ時期で後発で先行していた他社の科学雑誌と比較して一般層を対象としていた。内容は純粋な科学のみならず日本の『科学誌』の御多分にもれず、技術的な情報も扱っていた。1997年に休刊した。